# Bahalana geracei
Bahalana geracei är en kräftdjursart som beskrevs av Carpenter 1981. Bahalana geracei ingår i släktet Bahalana och familjen Cirolanidae. Inga underarter finns listade i Catalogue of Life.